# Antônio Josenildo Rodrigues de Oliveira
Antônio Josenildo Rodrigues de Oliveira, noto semplicemente come Rodrigues (Carnaúba dos Dantas, 10 ottobre 1997), è un calciatore brasiliano, difensore dei S.J. Earthquakes.

## Caratteristiche tecniche
È un difensore centrale.

## Carriera
Cresciuto nel settore giovanile dell'ABC, ha esordito in prima squadra il 18 febbraio 2017 disputando l'incontro del Campionato Potiguar perso 3-2 contro l'Alecrim.

## Statistiche
Statistiche aggiornate al 19 giugno 2019.

### Presenze e reti nei club
| Stagione        | Squadra         | Campionato      | Campionato | Campionato | Coppe nazionali | Coppe nazionali | Coppe nazionali | Coppe continentali | Coppe continentali | Coppe continentali | Altre coppe | Altre coppe | Altre coppe | Totale | Totale | Totale |
| Stagione        | Squadra         | Comp            | Pres       | Reti       | Comp            | Pres            | Reti            | Comp               | Pres               | Reti               | Comp        | Pres        | Reti        | Pres   | Reti   |        |
| --------------- | --------------- | --------------- | ---------- | ---------- | --------------- | --------------- | --------------- | ------------------ | ------------------ | ------------------ | ----------- | ----------- | ----------- | ------ | ------ | ------ |
| 2017            | ABC             | PD/RN+B         | 2+14       | 0+1        | CB              | 0               | 0               |                    | -                  | -                  | CDN         | 1           | 0           | 17     | 1      |        |
| 2018            | ABC             | PD/RN+C         | 12+12      | 1+0        | CB              | 1               | 0               |                    | -                  | -                  | CDN         | 9           | 0           | 34     | 1      |        |
| 2018            | Grêmio          | PD/RS+A         | 0          | 0          | CB              | 0               | 0               |                    | -                  | -                  |             | -           | -           | 0      | 0      |        |
| 2019            | Grêmio          | PD/RS+A         | 0+4        | 0          | CB              | 1               | 0               |                    | -                  | -                  |             | -           | -           | 5      | 0      |        |
| Totale carriera | Totale carriera | Totale carriera | 44         | 2          |                 | 2               | 0               |                    | -                  | -                  |             | 10          | 0           | 56     | 2      |        |

## Palmarès

### Club
- Campionato Potiguar: 2

ABC: 2017, 2018
- Campionato Gaúcho: 1

Grêmio: 2019